# هانس یاکوبسون
هانس یاکوبسون (انگلیسی: Hans Jacobson; ۱۷ مارس ۱۹۴۷ – ۹ ژوئیهٔ ۱۹۸۴) شمشیرباز اهل سوئد بود.
وی در مسابقات کشوری و بین‌المللی در مجموع برندهٔ ۱ مدال طلا شده‌است.